# Biologische Anstalt Helgoland
Die Biologische Anstalt Helgoland (BAH) ist eine meeresbiologische Forschungs- und Serviceeinrichtung auf der Nordseeinsel Helgoland. Sie ist neben der Station auf Sylt eine der beiden Forschungsstationen des Alfred-Wegener-Instituts (AWI) in Deutschland. An die Station ist das Zentrum für Wissenschaftliches Tauchen (AWI-CSD) angegliedert. 

## Geschichte

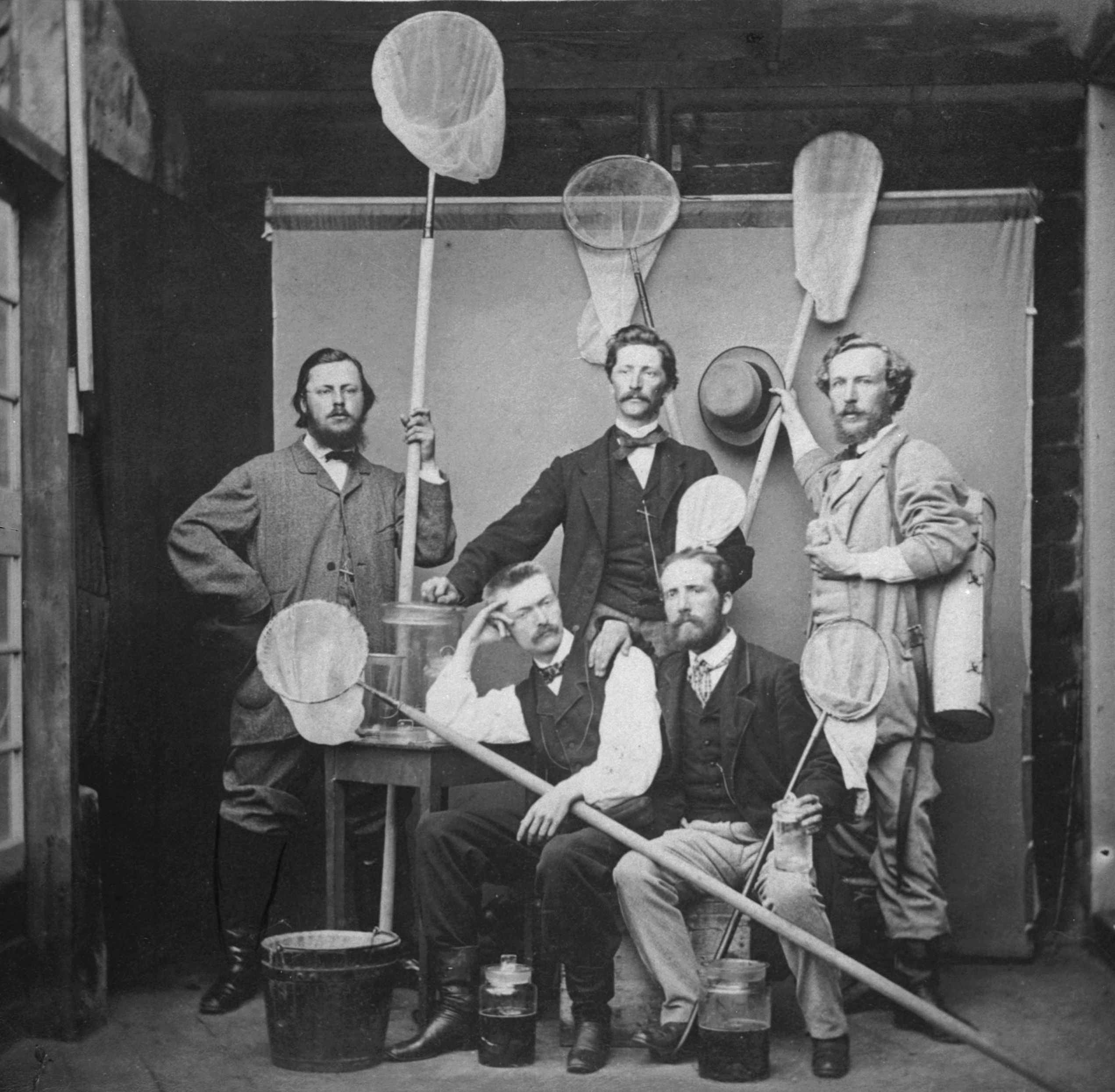
Die Ikone der Helgoländer Biologie: Aufgenommen 1865 auf dem Weg nach Helgoland: stehend v. l. n. r.: Die Biologen Anton Dohrn, Stettin; Richard Greeff, Bonn; Ernst Haeckel, Jena, vorne sitzend: Matthijs Salverda (1840–1886), Delft und Pietro Marchi, Florenz

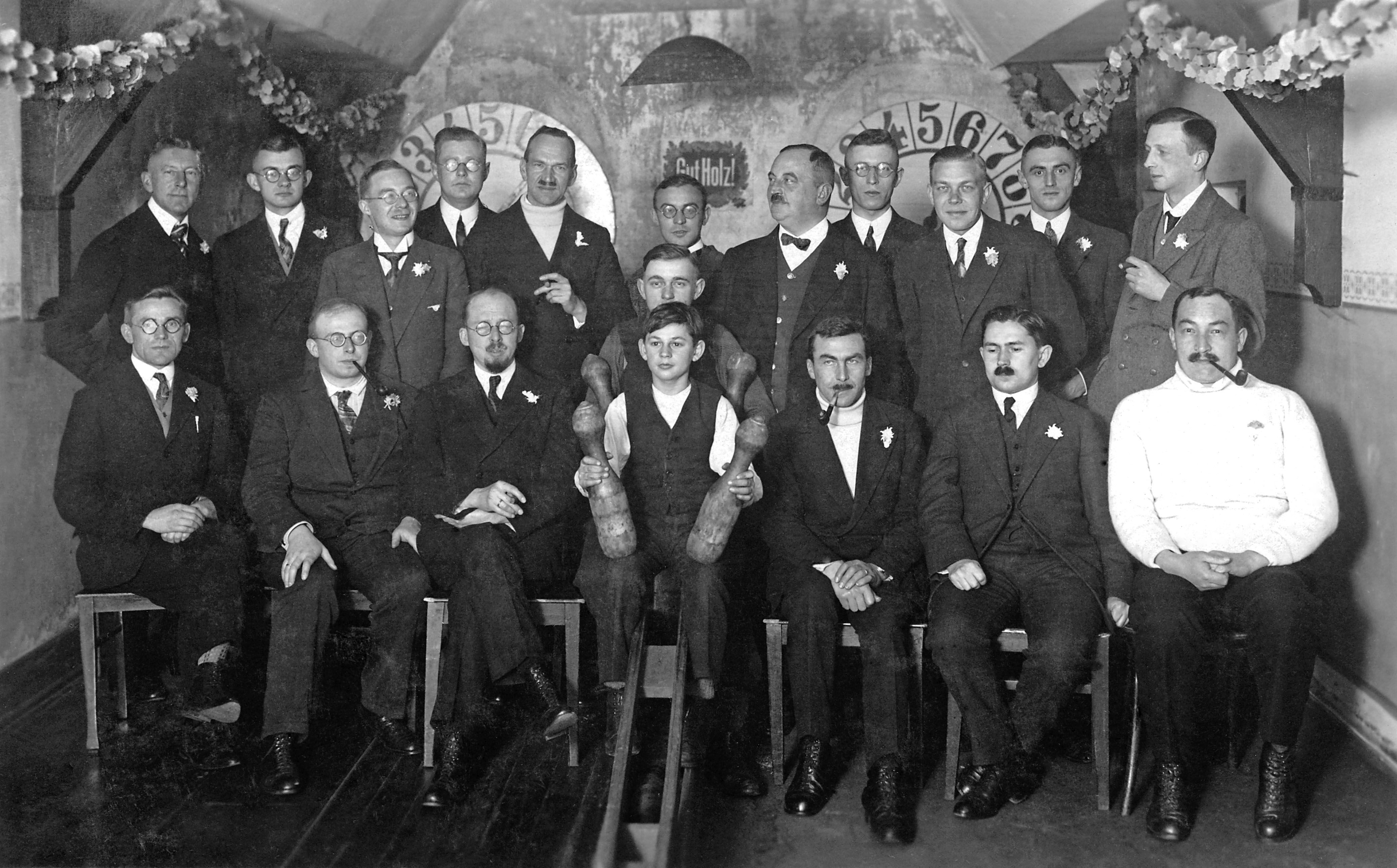
Biologen der Zwischenkriegszeit Ende 1927 beim Kegeln mit Akademikern (meist der Bauverwaltung) Mitte, stehend mit Weste und Fliege, Wilhelm Mielck, Direktor der Anstalt. Rechts sitzend in weißem Pullover Arthur Hagmeier, sein Nachfolger ab 1934. Vorne 2.v.l. mit Pfeife Adolf Bückmann, Direktor von 1953 bis 1962, letzte Reihe 2 v. l. der Biologe und spätere NSDAP-Ortsgruppenleiter Karl Meunier, u. a.

Die Meeresforschung auf Helgoland ist älter als die Station: 1835 wies der Naturforscher Christian Gottfried Ehrenberg auf Helgoland nach, dass das Meeresleuchten um Insel durch den Einzeller Noctiluca scintillans hervorgerufen wird. Johannes Müller erkannte das Potential der Insel für seine Forschung und begründete 1845 auf Helgoland die Planktonforschung. Hier entstanden viele Beschreibungen der lokalen Flora und Fauna und der Begriff Plankton selbst wurde hier erstmals eingeführt. Die Biologie der Fische in der Nordsee und der Vogelzug wurden untersucht. Berühmt wurde der Maler Heinrich Gätke als Ornithologe.
Nachdem Helgoland aus britischem Besitz zum Deutschen Reich gekommen war, wurde die Königlich Preußische Biologische Anstalt auf Helgoland 1892 gegründet. Erster Direktor wurde Friedrich Heincke, sein Nachfolger ab 1921 Wilhelm Mielck. Die Zweigstation in List auf der Insel Sylt wurde 1924 eingerichtet. Im Dritten Reich stellte das Institut den Ortsgruppenleiter und weitere führende Mitarbeiter der NSDAP-Helgoland. Arthur Hagmeier war von 1934 bis 1953 Direktor, Helmuth Hertling von 1921 bis 1939 Assistent und Kustos der Anstalt. Nach der Sprengung von Bunkeranlagen auf Helgoland konnte provisorisch in der Zweigstation auf Sylt weitergearbeitet werden. Adolf Bückmann baute 1953 als Direktor die Arbeit auf der Insel wieder auf und schuf eine sogenannte Kopfstation in Hamburg. 1959 wurde die BAH wieder eröffnet. 1981 wurde in Hamburg ein weiteres Institutsgebäude als neue Zentrale eingerichtet. Zum Institut gehörte auch das Forschungsschiff Heincke.
Nachdem die BAH 20 Jahre direkt dem Bundesministerium für Bildung und Forschung unterstellt gewesen war, wurde sie 1998 Teil der Stiftung Alfred-Wegener-Institut (AWI).

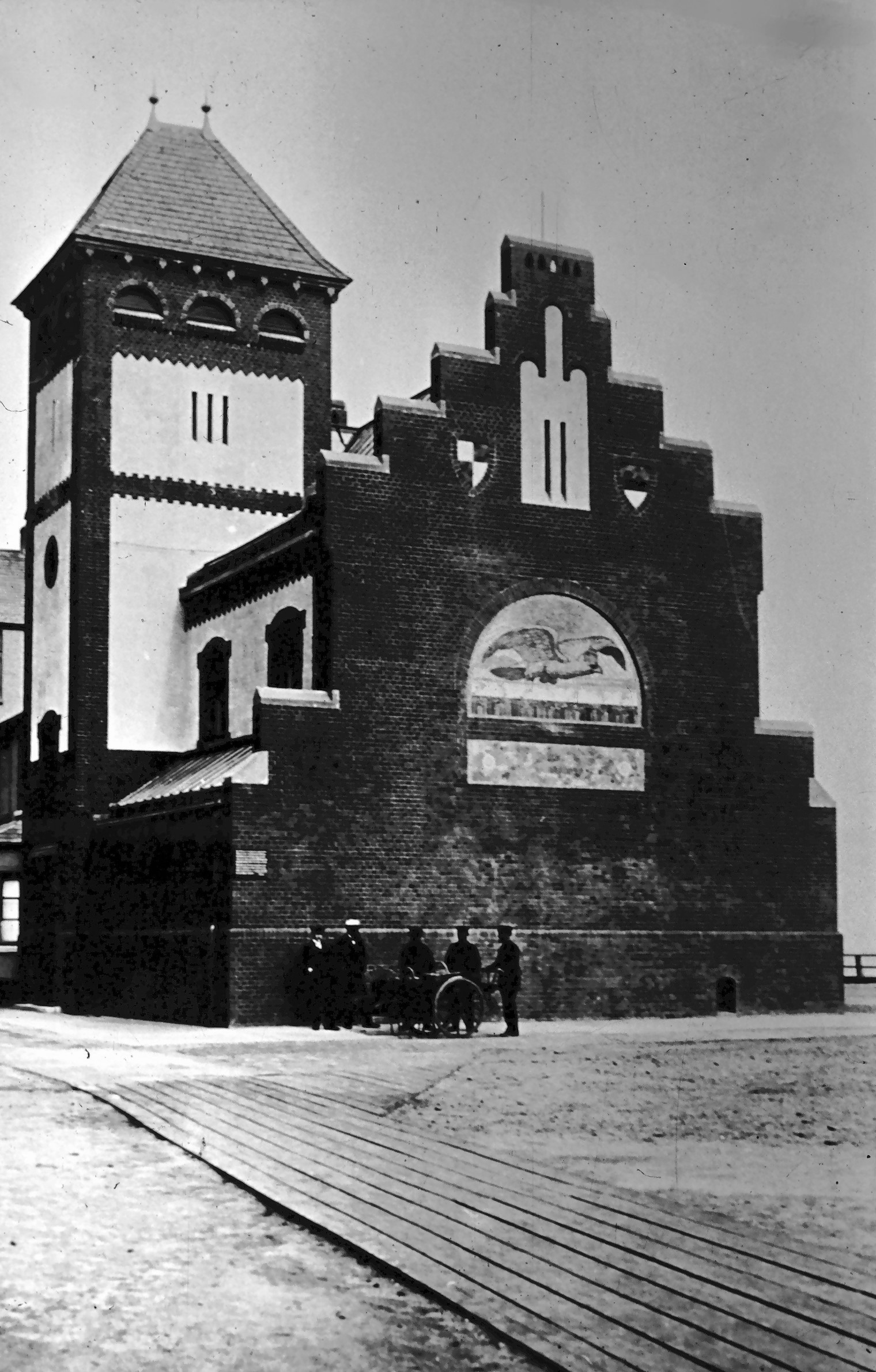
Mit dem Bau des Aquarium 1902 zeigte die Biologische Anstalt ihre Verbindung zur deutschen Festung Helgoland, mit der Kriegsmarine wurde gerne zusammengearbeitet. Der Adler samt Goethe-Zitat an der Front sollte den Inselbesuchern 12 Jahre nach Annektierung Helgolands die enge Verbindung von deutschem Imperialismus und biologischer Forschung verdeutlichen. Das Gebäude wurde im 1. Weltkrieg mit „Maschinengewehren und anderen Nahkampfmitteln“ ausgerüstet.

## Arbeit

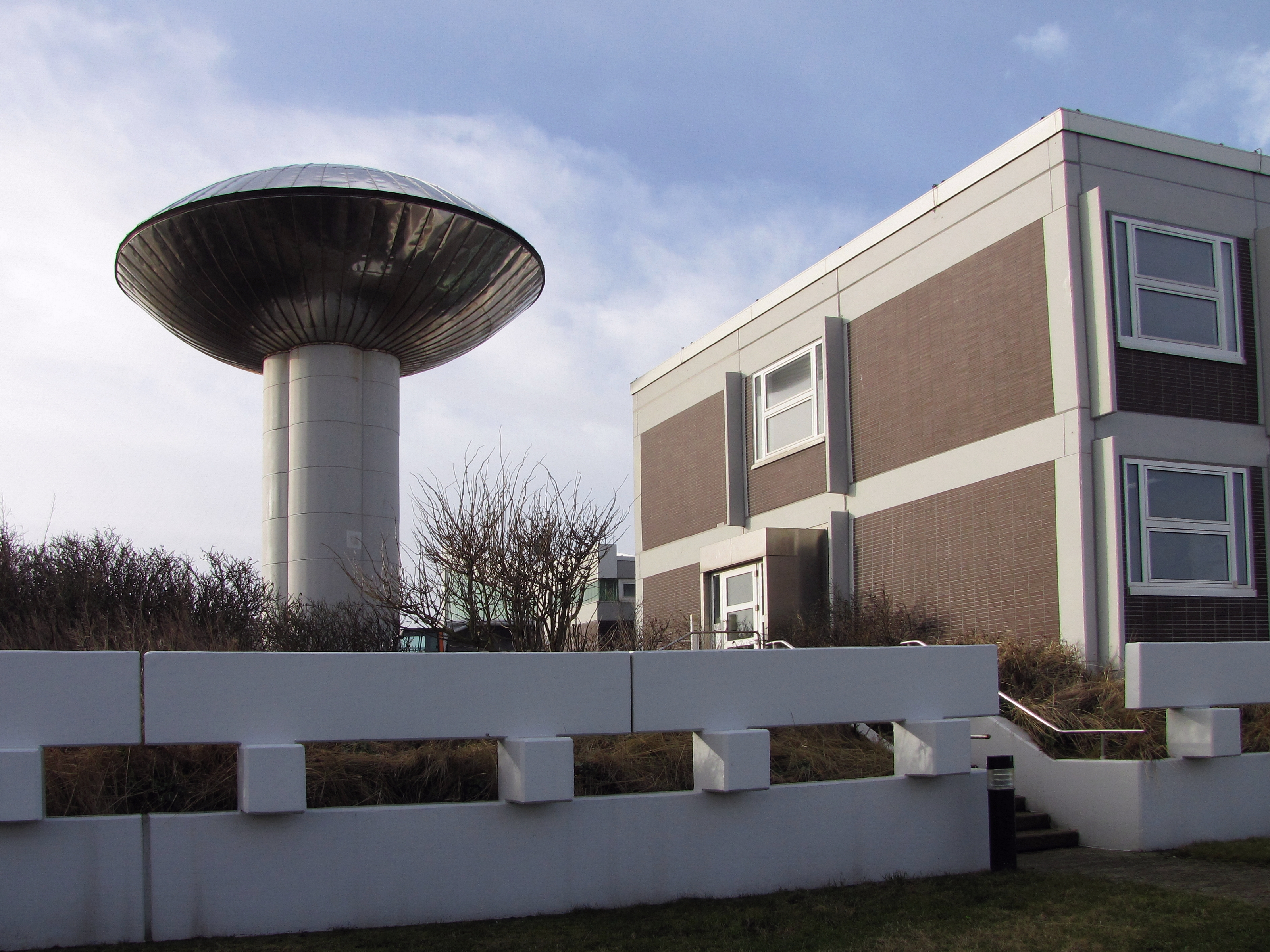
Wasserturm zur Meerwasserversorgung der Öko-Laboratorien (2013)

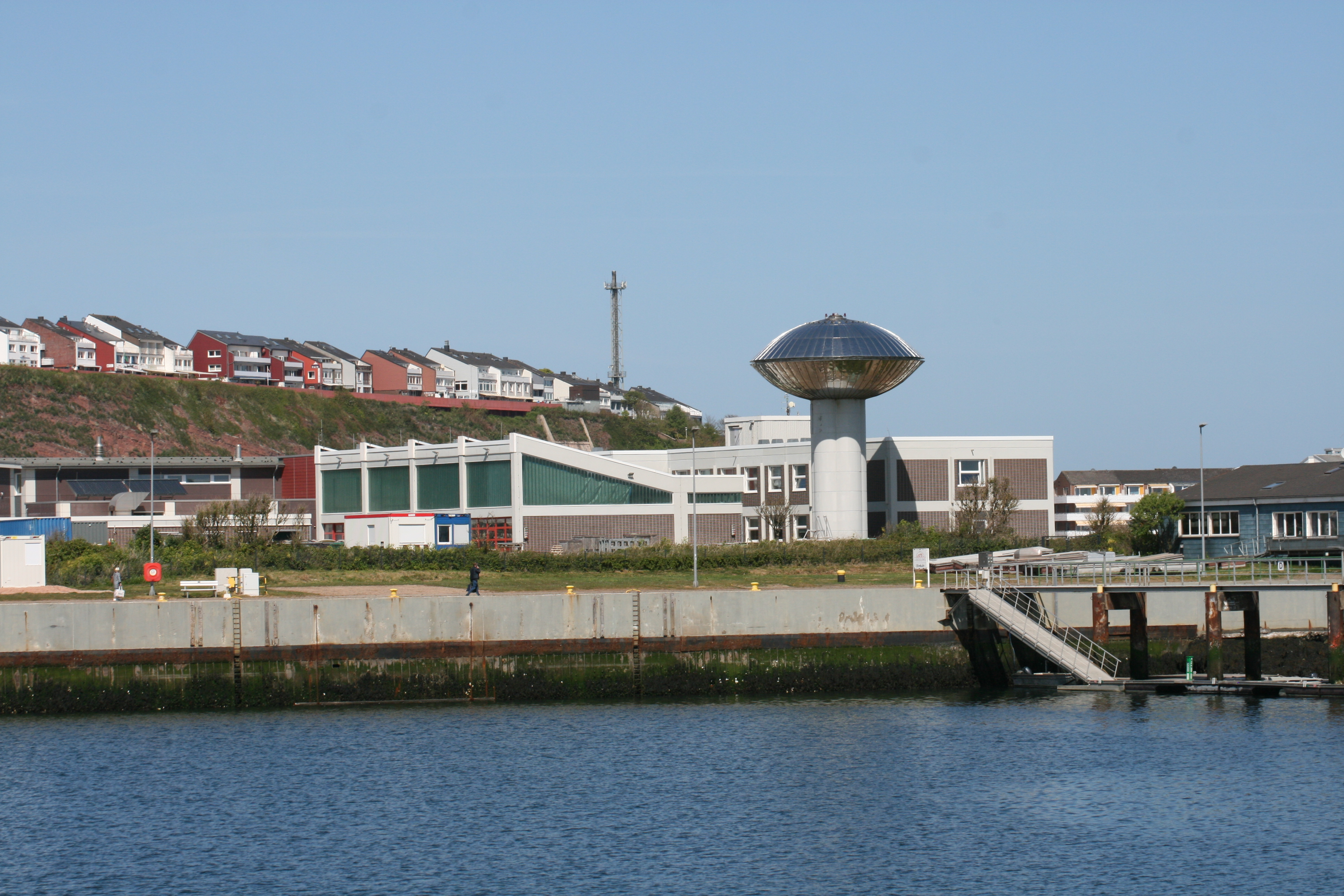
Rückansicht der BAH von Westkaje aus.

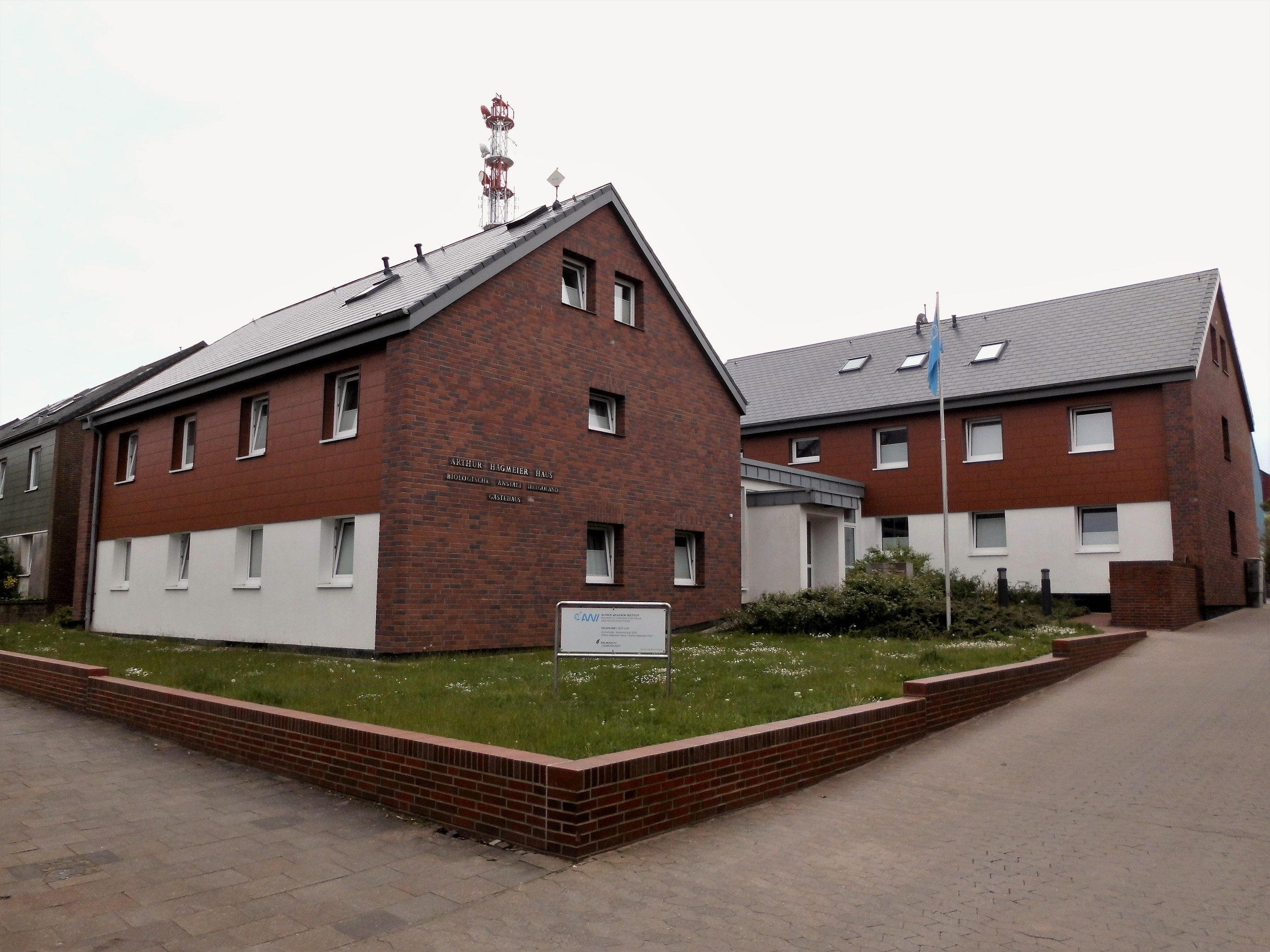
Das Arthur-Hagmeier-Gästehaus auf dem Oberland

Die Biologische Anstalt Helgoland unterhält Forschungslabors, meeresbiologische Materialversorgungseinrichtungen für Forschungs- und Lehranstalten (Tauchergruppe, Tierversand), deutschlandweit einzigartige Kurssäle mit Seewasserversorgung für studentische und schulische Exkursionen und akademische Fortbildungen sowie eine der längsten Plankton-Daueruntersuchungen weltweit. Im Zentrum für Wissenschaftliches Tauchen findet jährlich ein Ausbildungskurs für die Zertifizierung zum geprüften Forschungstaucher statt.
Meeresbiologie-Studenten können dort auch als studentische Forschungsassistenten Praxiserfahrungen sammeln, so wie die heutige Leibnizpreisträgerin und Bremer Professorin Nicole Dubilier seinerzeit.